# Tenthredopsis nassata
Tenthredopsis nassata är en stekelart som först beskrevs av Carl von Linné 1767.  Tenthredopsis nassata ingår i släktet Tenthredopsis, och familjen bladsteklar. Arten är reproducerande i Sverige.

## Bildgalleri

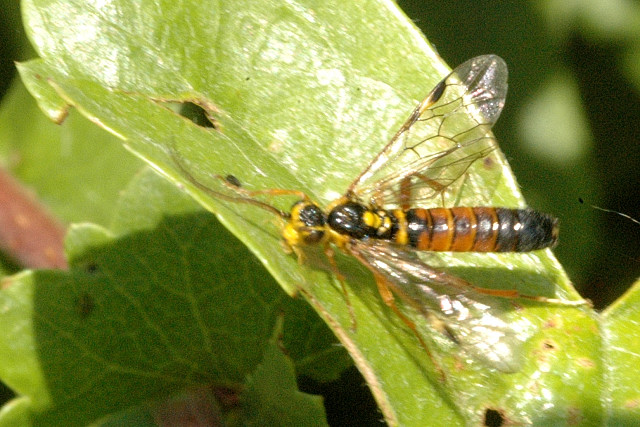
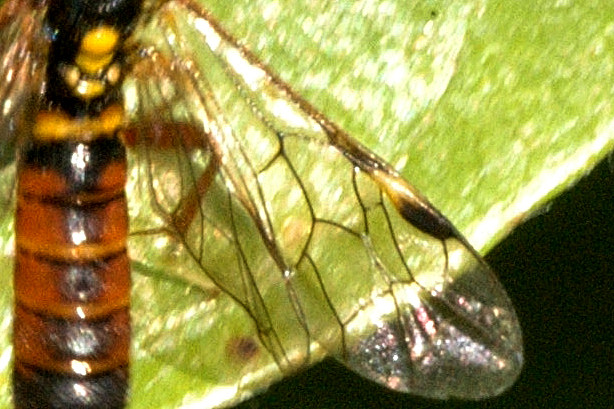